# Raiffeisenbank Plankstetten
Die Raiffeisenbank Plankstetten AG ist eine Genossenschaftsbank mit Sitz im Ortsteil Plankstetten in der bayerischen Stadt Berching im Landkreis Neumarkt in der Oberpfalz. Sie ist eine von wenigen Genossenschaftsbanken in der Rechtsform einer Aktiengesellschaft innerhalb der genossenschaftlichen Finanzgruppe der Volksbanken Raiffeisenbanken.

## Geschichte
Die heutige Raiffeisenbank Plankstetten AG wurde am 24. Februar 1896 in der Rechtsform einer Genossenschaft gegründet und im Jahr 2010 in eine Aktiengesellschaft umgewandelt. Im Jahr 1969 fusionierte die damalige Raiffeisenkasse Plankstetten eGmbH letztmals mit der Raiffeisenkasse Kevenhüll eGmbH mit dem Sitz im Ortsteil Kevenhüll der Stadt Beilngries.
Die erste Geschäftsstelle war im unteren Teil des Ortes an der Bahnstrecke Neumarkt–Dietfurt. Später zog die Bank in das ehemalige Schulhauses des Ortes Plankstetten um.
1999 war die Bank finanziell fast am Ende und der Genossenschaftsverband war für die Ablösung des Vorstandes mit einer hohen Abfindung, welche auch vom Genossenschaftsverband finanziert worden wäre. Die Ablösung fand dann kurz danach ohne Abfindung statt, der Zwist hielt aber an, da die Fusion mit der Raiffeisenbank Berching ausblieb. In den Jahren 2005 bis 2010 herrschte ein heftiger Zwist mit dem Genossenschaftsverband Bayern. Dieser versuchte, mehrmalig mit kostspieligen Zwangsprüfungen, die Bank zur Fusion zu zwingen. Im Verlauf wurde die Raiffeisenbank Plankstetten im Jahr 2007 als erste Bank überhaupt aus dem Genossenschaftsverband Bayern ausgeschlossen und schloss sich dem Genossenschaftlichen Prüfungsverband Mecklenburg-Vorpommern an. Der einzige Weg zur langfristigen Sicherung der Eigen- und Selbstständigkeit der Bank war die Umwandlung in eine Aktiengesellschaft. Die Umwandlung wurde von den Mitgliedern nahezu einstimmig beschlossen, welche am 30. August 2010 rechtskräftig vollzogen wurde.
Erste Kritiken dazu verstummten schnell, als die ersten Geschäftsergebnisse nach der Umwandlung bekannt gegeben wurden. Seither erzielt die Bank jährlich neue Rekordgewinne und weist Ergebnisse weit über denen anderer Genossenschaftsbanken aus; die Bilanzsumme konnte mehr als verdreifacht werden, die Betriebsergebnisse und Gewinnrücklagen bestätigen, dass die langfristige Eigenständigkeit gesichert ist. Die Mitarbeiterzahl konnte mehr als verdoppelt werden und die Hauptstelle der Bank in Plankstetten wurde in den Jahren 2016 bis 2018 umfassend renoviert.

## Rechtsverhältnisse
Die Raiffeisenbank Plankstetten AG ist im Handelsregister beim Amtsgericht Nürnberg unter HRB 26777 eingetragen.

## Organisationsstruktur
Rechtsgrundlagen sind das Aktiengesetz und die Satzung. Organe der Bank sind der Vorstand, der Aufsichtsrat und die Hauptversammlung.

## Sicherungseinrichtung
Die Raiffeisenbank Plankstetten AG ist der amtlich anerkannten Sicherungseinrichtung des Bundesverbandes der Deutschen Volksbanken und Raiffeisenbanken GmbH und der zusätzlichen freiwilligen Sicherungseinrichtung des Bundesverbandes der Deutschen Volksbanken und Raiffeisenbanken e.V. angeschlossen.

## Geschäftsausrichtung
Die Raiffeisenbank Plankstetten AG betreibt als Bank das Universalbankgeschäft und hat Kunden im gesamten Bundesgebiet. Im Verbundgeschäft arbeitet sie u. a. mit der R+V Versicherung zusammen.

## Geschäftsgebiet
Das Geschäftsgebiet liegt im Südwesten des Landkreises Neumarkt in der Oberpfalz.
Neben der Geschäftsstelle am Hauptsitz der Bank werden keine weiteren Geschäftsstellen betrieben.